# Fâneață

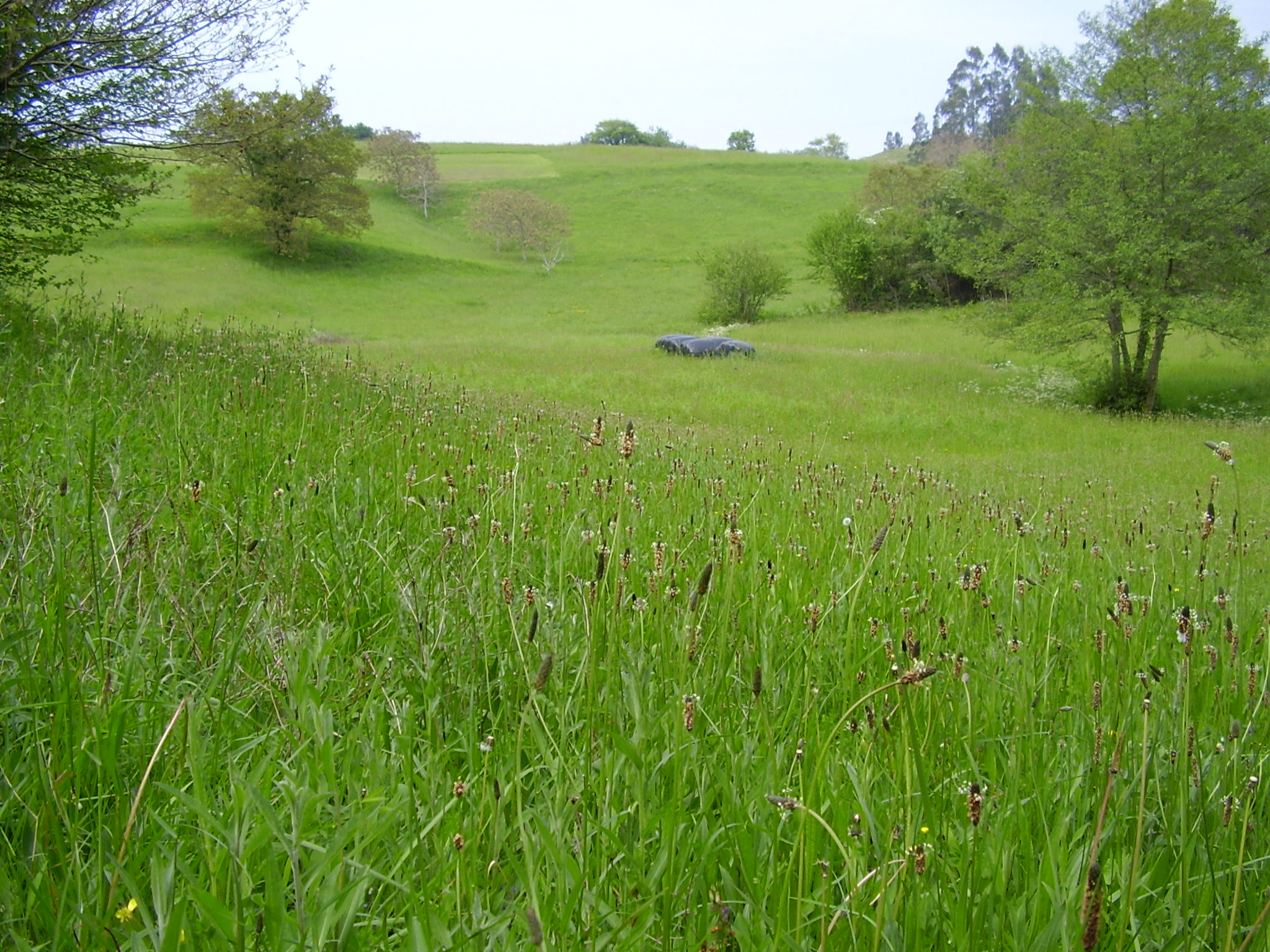
O fâneaţă în Cantabria, Spania

O fâneață sau pajiște este o arie plană sau de relief blând pe care crește iarba cu scopul de a produce fânul pentru vite. 